# George Peter Murdock
George Peter Murdock (Meriden, Connecticut, 1897 — Devon, Pennsilvània, 1985) va ser un etnòleg estatunidenc.
Va ser professor a les universitats de Yale i Pittsburgh i va fundar la revista Ethnology (1962). Va destacar pels seus estudis etnològics en els que utilitzava tècniques comparatives i estadístiques.

## Obres
- Our Primitive Contemporaries (1934)
- On Social Structure (1949)
- Outline of World Cultures (1949)
- Ethnographic Atlas (1967)